# Ткаченко, Леонид Анисимович
Леони́д Ани́симович Ткаче́нко (28 марта 1927, Пятигорск, СССР — декабрь 2020) — советский живописец и график, член Санкт-Петербургского Союза художников (до 1992 года — Ленинградской организации Союза художников РСФСР).

## Биография
Ткаченко Леонид Анисимович родился 28 марта 1927 года в Пятигорске.
Детские и юношеские годы художника прошли в городе Нальчике, Кабардино-Балкария. Там Леонид Ткаченко получил первые уроки рисунка и живописи, занимаясь в изостудии при Дворце пионеров у художника Н. Гусаченко.
В 1944 году Леонид Ткаченко поступает в Харьковский художественный институт, который оканчивает в 1950 году. В этом же году он переезжает в Ленинград.
С 1950 года Леонид Ткаченко участвует в выставках, экспонируя свои работы вместе с произведениями ведущих мастеров изобразительного искусства Ленинграда. Пишет портреты, пейзажи, натюрморты, жанровые и тематические композиции. Работает в технике масляной живописи и акварели. В 1951 его принимают в члены Ленинградского Союза художников.
В 1950—1970 годы Леонид Ткаченко совершает творческие поездки по целинным землям Казахстана, на строительство Красноярской и Саяно-Шушенской ГЭС, в старинные русские города Псков, Новгород, Ростов Великий, Владимир, Суздаль. Он побывал в Закарпатье, Средней Азии и Сибири. Впечатления от поездок нашли воплощение в многочисленных натурных этюдах, которые в свою очередь стали материалом для задуманных в последующем художником картин.
В 1960-е годы в творчестве Леонида Ткаченко происходит постепенный поворот от пленэрного письма к сложносочинённым композициям и большей пластической экспрессии. Усиливается роль цвета и ритма как выразителей эмоционального восприятия явлений жизни с последующим выходом в пространство обобщённо-философских задач концептуальной живописи.
Работы 1970—1980 годов выдвинули его в число наиболее ярких представителей «левого» крыла Ленинградского Союза художников.
Среди произведений, созданных художником, работы «Молодой азербайджанец», «Старик-азербайджанец» (обе 1948), «Для великих строек» (1951), «1-я Линия Васильевского острова», «Лучи заката», «Кострома. Зимний вечер», «Прилетел самолёт» (все 1955), «Год 1917-й» (1957), «Первомай на Васильевском острове» (1958), «Призыв Хиросимы» (1960), «Ленинград» (1961), «Погожий день» (1962), «Портрет Г. Егошина, З. Аршакуни, Я. Крестовского» (1968), «Шах-и-Зинда. Самарканд», «Медресе Абдулла-Хана. Бухара», «Ваза» (все 1974), «Хирург Амосов» (1975), «Фантазия на тему воспоминаний о Данте и Микеланджело», «Маяковский» (обе 1976), «Золотые кактусы», «Яблоки в золотой вазе» (обе 1977), «Концерт для рояля», «Концерт с балериной» (обе 1978), «Л. Толстой» (1979), «Музыка миру», «Полевые цветы» (обе 1980), «Натюрморт с двумя кактусами», «Натюрморт с подснежниками» (обе 1981), «Александр Блок. Фантазия» (1982), «К свету» (1985), «Композиция со свечами» (1988), «Пролетая над Триумфальной аркой» (1989), «Логос № 1», «Разрушение чёрного квадрата» (обе 1999) и другие.
Персональная выставка произведений художника была показана в Ленинграде в 1983 году. В 1989—1992 годах работы художника с успехом были представлены на выставках и аукционах русской живописи L' Ecole de Leningrad во Франции.
Произведения Л. А. Ткаченко находятся в собраниях Государственного Русского музея, Государственной Третьяковской галереи, в музеях и частных собраниях в России, Италии, Франции, Великобритании и других странах.

## Группа "Одиннадцати"
Леонид Ткаченко был одним из участников группы художников "Одиннадцать".  Группа  наиболее ярких представителей "левого ЛОСХа" объединилась для участия в двух выставках, в 1972 и в 1976 году.  Выставки прошли в выставочном зале Союза Художников России на Охте. В группу входили также художники Завен Аршакуни, Валерий Ватенин, Виталий Тюленев, Виктор Тетерин, Ярослав Крестовский, Герман Егошин, Борис Шаманов, Валентина Рахина, Евгения Антипова, скульптор Константин Симун, художников поддерживал также искусствовед Л. В. Мочалов.

## Выставки
- 1951 год (Ленинград): Выставка произведений ленинградских художников.
- 1954 год (Ленинград): Весенняя выставка произведений ленинградских художников.
- 1955 год (Ленинград): "Весенняя выставка произведений ленинградских художников".
- 1957 год (Ленинград): 1917 - 1957. Выставка произведений ленинградских художников.
- 1960 год (Ленинград): Выставка произведений ленинградских художников.
- 1961 год (Ленинград): «Выставка произведений ленинградских художников».
- 1975 год (Ленинград): Наш современник. Зональная выставка произведений ленинградских художников.
- 1977 год (Ленинград): Выставка произведений ленинградских художников, посвящённая 60-летию Великого Октября.
- 1978 год (Ленинград): Осенняя выставка произведений ленинградских художников.
- 1980 год (Ленинград): Зональная выставка произведений ленинградских художников.
- 1983 год (Ленинград): Леонид Анисимович Ткаченко. Выставка произведений в залах Ленинградской организации Союза художников РСФСР.
- 1994 год (Петербург): Ленинградские художники. Живопись 1950-1980 годов.
- 1994 год (Петербург): Этюд в творчестве ленинградских художников 1940-1980 годов.
- 1995 года (Петербург): Лирика в произведениях художников военного поколения. Живопись. Графика.
- 1996 год (Петербург): Живопись 1940-1990 годов. Ленинградская школа.
- 1997 год (Петербург): Связь времён. 1932—1997. Художники — члены Санкт-Петербургского Союза художников России.
- 2006 (Петербург): Время перемен. Искусство 1960-1985 в Советском Союзе.